# Hemixantha flava
Hemixantha flava är en tvåvingeart som beskrevs av Guilherme A.M.Lopes 1936. Hemixantha flava ingår i släktet Hemixantha och familjen Richardiidae. Inga underarter finns listade i Catalogue of Life.